# Dunstan St. Omer

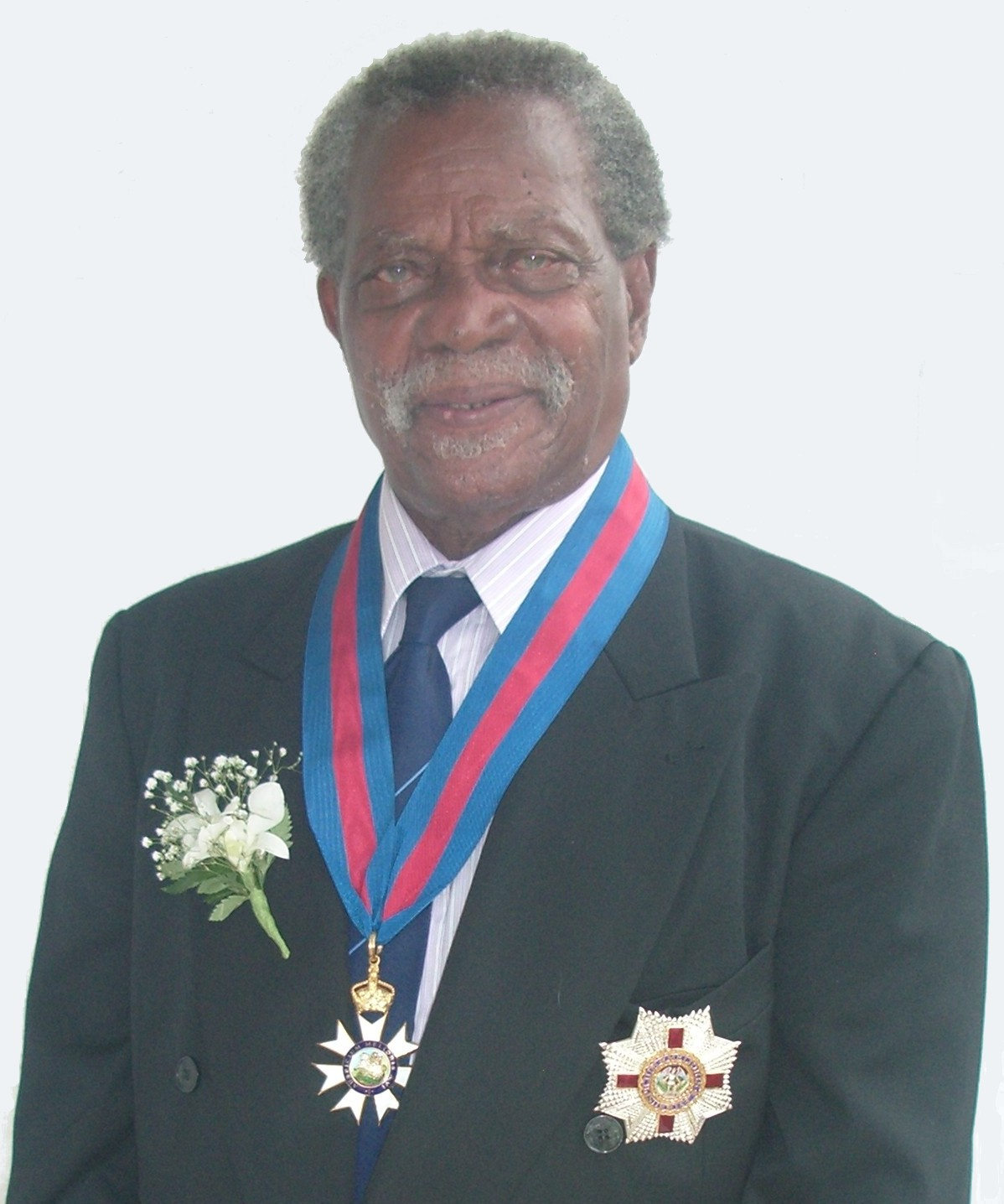
Dunstan St. Omer bei der Auszeichnung mit dem Titel Knight Commander (2010)

Sir Dunstan St. Omer (* 24. Oktober 1927 in Castries, St. Lucia; † 5. Mai 2015 ebenda) war ein lucianischer Maler. Er war für seine Kirchenkunst bekannt, insbesondere für Wand- und Deckengemälde. 2010 wurde Sir Dunstan St. Omer als Knight Commander in den Order of St. Michael and St. George aufgenommen und damit in den persönlichen Adelsstand erhoben.

## Leben
Dunstan Gerbert Raphael St. Omer wurde als zweites von drei Kindern der Eheleute Gerald und Louisa St. Omer geboren. Er besuchte die katholische Jungenschule St. Aloysius seiner Heimatstadt und anschließend das dortige St. Mary’s College. Nach der Schule zog er 1946 nach Curaçao und arbeitete bis 1949 für eine niederländische Ölfirma. Zurück in St. Lucia, übte er diverse Berufe aus, darunter Lehrer an verschiedenen Schulen und Dozent für Malerei an der örtlichen Außenstelle der University of the West Indies. Ein Stipendium ermöglichte ihm 1957/1958 ein einjähriges Kunststudium in Puerto Rico. Von 1959 bis 1962 war er Redakteur bei The Voice, der führenden Zeitung von St. Lucia, von 1971 bis zu seiner Pensionierung 2000 Fachleiter für Kunst im Ministerium für Bildung von St. Lucia.
Dunstan St. Omer war verheiratet und hatte neun Kinder. Er war befreundet mit dem Literaturnobelpreisträger Derek Walcott, der die Kunst des Freundes in mehreren Gedichten preist, u. a. im Gedicht For the Altarpiece of the Roseau Valley Church, Saint Lucia (ein Lobpreis auf St. Omers Altarbild The Holy Family in der Kirche von Jacmel, Roseau Valley) und in Another Life, wo St. Omer als „Gregorias“ erscheint.

## Werke

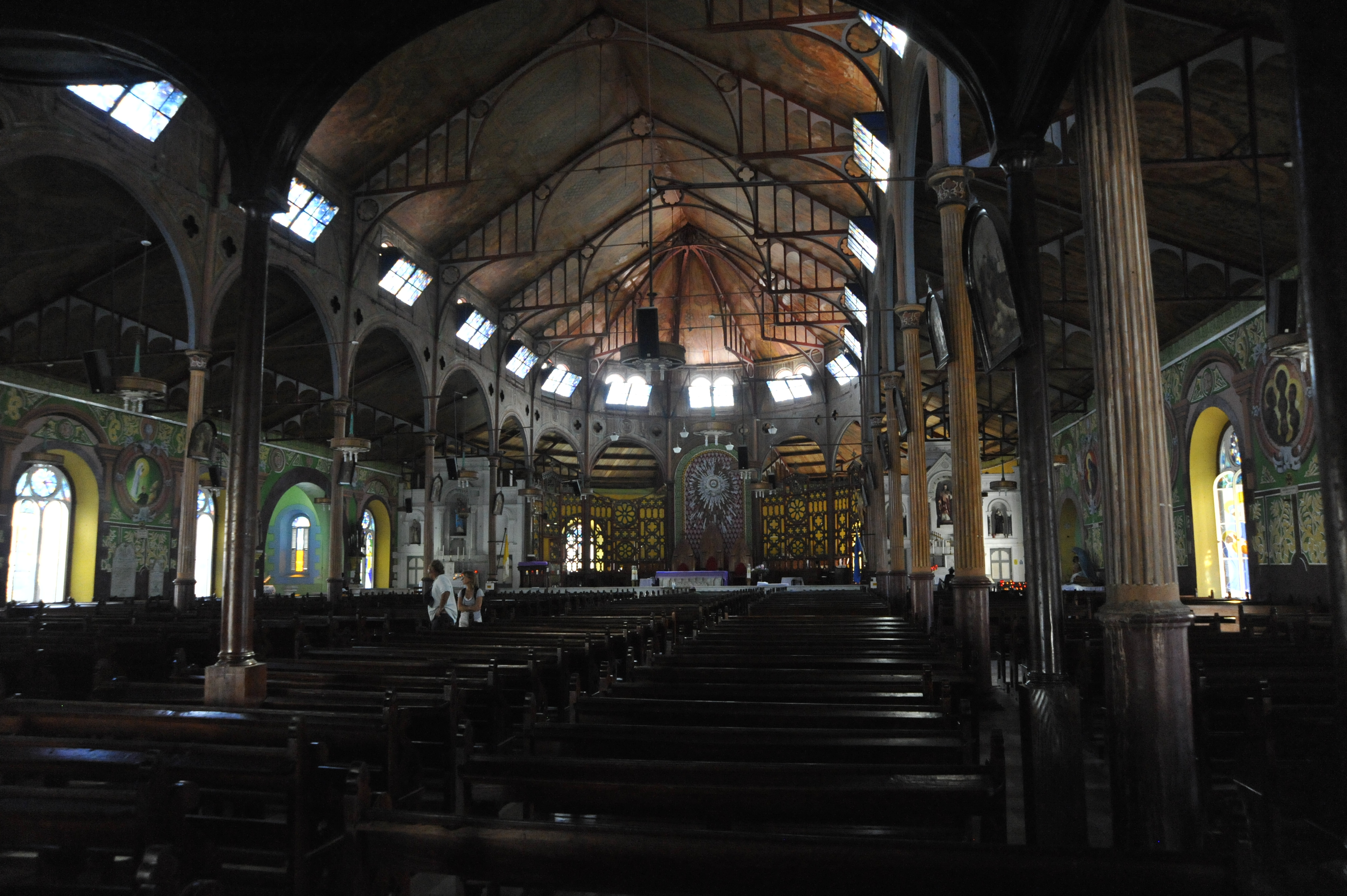
Innenansicht der Basilika der unbefleckten Empfängnis in Castries

St. Omer schuf hunderte Madonnen, Landschaftsgemälde und Wandmalereien für zahlreiche karibische Gotteshäuser. 1954 malte er in Gros-Islet (auf St. Lucia) erstmals eine Kirche aus, damals noch im europäischen Stil. In den 1960er Jahren begann er, seinen eigenen, karibischen Stil zu entwickeln. Seine Fresken gelten als frühe Beispiele der Inkulturation in der bildenden Kunst der englischsprachigen Karibik.
Charakteristisch für seine Malweise ist, dass er Jesus Christus und die Heiligen fast immer mit schwarzer Hautfarbe malt. Die bekanntesten Beispiele sind die Wandmalereien in den Kirchen in La Clery, Roseau (Darstellung der Heiligen Familie), Monchy (Abendmahl), Desruisseaux (hl. Rosa), Fond St. Jacques (Christusbildnis) und in der Basilika der Unbefleckten Empfängnis in Castries (alle auf St. Lucia), in der Kirche St Michel in François auf Martinique (Leben-Jesu-Zyklus) und in Tunapuna auf Trinidad. Daneben malte er Porträts von wichtigen Persönlichkeiten St. Lucias. Gerühmt wurde St. Omer auch für den 1967 geschaffenen Entwurf der Flagge Saint Lucias.
Dunstan St. Omer widmete mit der Signatur PLSV (= Pour La Sainte Vierge) jedes seiner Werke der Heiligen Jungfrau Maria.

## Ehrungen
2004 wurde Dunstan St. Omer das St. Lucia Kreuz verliehen, die höchste Auszeichnung des Landes. Im Oktober 2009 zeichnete ihn die University of the West Indies mit der Ehrendoktorwürde aus. Für seinen Beitrag zur karibischen Kunst wurde er am 9. April 2010 auf Anordnung von Elisabeth II. zum Ritter geschlagen.